# 中山篤親
中山 篤親 （なかやま あつちか）は、江戸時代中期の公卿。権大納言・正親町実豊の三男。官位は従一位・権大納言。中山家18代。

## 経歴
権大納言・正親町実豊の三男として生まれ、当初は正親町 熈季（おおぎまち ひろすえ）と名乗った。寛文6年（1666年）叙爵すると同時に元服し、右京権大夫に任ぜられる。寛文10年（1670年）権大納言・中山英親の養子となり、中山 篤親（なかやま あつちか）と改名。
侍従、左近衛少将、左近衛中将、蔵人頭を歴任し、貞享元年（1684年）年参議に任ぜられ、公卿に列する。同2年（1685年）従三位、同4年（1687年）権中納言、元禄元年（1688年）正三位、同9年（1696年）従二位・権大納言と昇進。同11年（1698年）賀茂伝奏となり、同16年官職を辞す。宝永2年（1705年）正二位、享保元年（1716年）従一位に任ぜられ、同日薨去。享年61。

## 官歴
『公卿補任』による
- 寛文6年（1666年） 11月17日：叙爵（従五位下）。11月21日：元服。11月22日：右京権大夫
- 寛文10年（1670年） 5月12日：昇殿、侍従、従五位上
- 寛文11年（1671年） 12月21日：左近衛少将
- 寛文12年（1672年） 正月6日：正五位下
- 延宝3年（1675年） 10月2日：従四位下
- 延宝5年（1677年） 閏11月29日：左近衛中将
- 延宝6年（1678年） 8月21日：従四位上
- 延宝9年（1681年） 正月25日：正四位下
- 天和3年（1683年） 正月13日：蔵人頭。正月15日：禁色。2月1日：正四位上
- 貞享元年（1684年） 10月23日：参議、左中将如元
- 貞享2年（1685年） 正月7日：従三位
- 貞享4年（1687年） 12月29日：権中納言
- 貞享5年（1688年） 2月26日：正三位
- 元禄9年（1696年） 12月28日：従二位、権大納言
- 元禄11年（1698年） 12月12日：賀茂伝奏
- 元禄16年（1703年） 2月3日：辞伝奏。12月22日：辞権大納言
- 宝永2年（1705年） 10月29日：正二位
- 享保元年（1716年） 9月6日：従一位、薨去（享年61）

## 系譜
- 実父：正親町実豊[2]
- 実母：不詳
- 養父：中山英親[2]
- 妻：家女房
  - 男子：中山兼親 （1685 - 1734）[1]
- 妻：花園実満の娘[2]
  - 三男[3]：庭田重孝 （1692 - 1746）- 庭田重条の養子
- 生母不明の子女
  - 男子：尊誠 - 花山院定誠の養子[4]
  - 女子：柳原資堯室[4]